# Tatjana Nerosnak
Tatjana Alexandrowna Nerosnak (russisch Татьяна Александровна Нерознак, engl. Transkription Tatiana Alexandrovna Neroznak; * 18. Februar 1992 in Kustanai) ist eine kasachische Leichtathletin, die sich auf den Mittelstreckenlauf spezialisiert hat und auch im Hindernislauf an den Start geht. 

## Sportliche Laufbahn
Erste internationale Erfahrungen sammelte Tatjana Nerosnak bei den Asienmeisterschaften 2013 in Pune, bei denen sie über 1500 Meter den zehnten Platz belegte. 2014 gewann sie bei den Hallenasienmeisterschaften in Hangzhou in 2:14,61 min die Bronzemedaille. Zwei Jare später gewann sie bei den Hallenasienmeisterschaften in Doha in 2:06,32 min erneut die Bronzemedaille im 800-Meter-Lauf. 2017 nahm sie an den Asienmeisterschaften in Bhubaneswar teil und belegte dort über 800 und 1500 Meter jeweils den sechsten Platz. 2018 erfolgte die Teilnahme an den Hallenasienmeisterschaften in Teheran, bei denen sie in 9:33,65 min mit neuem Meisterschaftsrekord die Goldmedaille über 3000 Meter gewann. Zudem gewann sie über 1500 Meter die Silbermedaille hinter der Sri-Lankerin Gayanthika Abeyrathne.
Bei den Asienmeisterschafte in Doha belegte sie in 4:21,48 min den siebten Platz über 1500 Meter und wurde mit neuem Landesrekord von 10:25,56 min Elfte im Hindernislauf. 2023 gelangte sie bei den Hallenasienmeisterschaften in Astana in 9:36,04 min den achten Platz im 3000-Meter-Lauf und im Jahr darauf wurde sie bei den Crosslauf-Weltmeisterschaften 2024 in Belgrad nach 25:31 min Zwölfte in der Mixed-Staffel.
Nerosnak wurde 2015 kasachische Meisterin über 1500 Meter, 2016 über 5000 Meter und 2017 über 800 Meter. 2019 sicherte sie sich erneut die Titel über 1500 und 5000 Meter. 2021 siegte sie über 1500 und 5000 Meter sowie 2022 über 5000 und 10.000 Meter. Zudem wurde sie 2018, 2020 und 2022 Hallenmeisterin über 1500 und 3000 Meter sowie 2019 erneut über 3000 Meter und 2000 Meter Hindernis und 2023 über 3000 Meter.

## Persönliche Bestleistungen
- 800 Meter: 2:07,04 min, 5. Juli 2016 in Almaty
  - 800 Meter (Halle): 2:06,32 min, 21. Februar 2016 in Doha
- 1500 Meter: 4:21,48 min, 24. April 2019 in Doha
  - 1500 Meter (Halle): 4:19,12 min, 18. Januar 2020 in Öskemen
  - 3000 Meter (Halle): 9:16,80 min, 19. Januar 2020 in Öskemen
- 5000 Meter: 16:38,62 min, 11. Juni 2022 in Almaty
- 10.000 Meter: 34:35,84 min, 9. Juni 2022 in Almaty
- 3000 m Hindernis: 10:25,56 min, 23. April 2019 in Doha
- Halbmarathon: 1:23:23 h, 29. März 2015 in Schymkent